# Danh sách phim Tây Ban Nha thập niên 1930
Danh sách này không đầy đủ, bạn cũng có thể giúp mở rộng danh sách.
Danh sách các bộ phim được sản xuất tại Tây Ban Nha, được sắp xếp theo năm phát hành trong thập niên 1930. Để xem danh sách các bài viết về phim Tây Ban Nha theo thứ tự bảng chữ cái, xem Thể loại:Phim Tây Ban Nha.

## Thập niên 1930
| 1930                                |                            |                                                                                                   |                       | |
| La aldea maldita                    | Florián Rey                | Pedro Larrañaga, Carmen Viance                                                                    | Chính kịch            | Phim câm |
| Prim                                | José Busch                 |                                                                                                   | Chính kịch lịch sử    | Về Tướng Prim                                                                                                  |
| 1931                                |                            |                                                                                                   |                       | |
| Mamá                                | Benito Perojo              |                                                                                                   | Hài kịch              | Sản xuất tại Hollywood bằng tiếng Tây Ban Nha cho Fox Film Corporation                                         |
| Fermín Galán                        | Fernando Roldán            |                                                                                                   | Chính kịch lịch sử    | |
| Isabel de Solís, reina de Granada   | José Busch                 |                                                                                                   | Chính kịch lịch sử    | |
| 1932                                |                            |                                                                                                   |                       | |
| Las Hurdes: Tierra Sin Pan          | Luis Buñuel                |                                                                                                   | Tài liệu              | Bị cấm |
| 1934                                |                            |                                                                                                   |                       | |
| La hermana san Sulpicio             | Florián Rey                | Imperio Argentina                                                                                 |                       | |
| Es mi hombre                        | Benito Perojo              |                                                                                                   |                       | |
| La verbena de la paloma             | Benito Perojo              |                                                                                                   | Zarzuela              | |
| El novio de mamá                    |                            |                                                                                                   |                       | |
| 1935                                |                            |                                                                                                   |                       | |
| Angelina o el honor de un brigadier | Louis King                 |                                                                                                   | Hài kịch              | Sản xuất tại Hollywood bằng tiếng Tây Ban Nha cho Fox Film Corporation                                         |
| 'Bound for Cairo                    | Benito Perojo              | Miguel Ligero, María del Carmen Merino                                                            | Hài kịch              | |
| La hija de Juan Simón               | José Luis Sáenz de Heredia | Angelillo, Pilar Muñoz và Manuel Arbó                                                             | Ca kịch               | |
| Nobleza baturra                     | Florián Rey                | Imperio Argentina, Juan de Orduña                                                                 |                       | Thành công lớn nhất trong thập niên 1930 ở Tây Ban Nha                                                         |
| Paloma Fair                         | Benito Perojo              | Miguel Ligero, Roberto Rey                                                                        | Ca kịch               | |
| 1936                                |                            |                                                                                                   |                       | |
| Carne de fieras                     | Armand Guerra              | Pablo Álvarez Rubio, Marlène Grey, Georges Marck, Tina de Jarque, Alfredo Corcuera, Armand Guerra |                       | Được thực hiện bởi những người vô trị                                                                          |
| Morena Clara                        | Florián Rey                | Imperio Argentina                                                                                 |                       | Thành công lớn                                                                                                 |
| 1937                                |                            |                                                                                                   |                       | |
| España                              | Jean-Paul Le Chanois       |                                                                                                   | Tài liệu              | Sản xuất bởi Luis Buñuel                                                                                       |
| 1938                                |                            |                                                                                                   |                       | |
| Aurora de esperanza                 | Antonio Sau                |                                                                                                   | Chính kịch            | Được thực hiện bởi những người vô trị đến từ Barcelona                                                         |
| Barrios bajos                       | Pedro Puche                |                                                                                                   | Chính kịch            | Được thực hiện bởi những người vô trị đến từ Barcelona                                                         |
| Carmen la de Triana                 | Florián Rey                | Imperio Argentina                                                                                 |                       | |
| Nuestro culpable                    | Fernando Mignoni           |                                                                                                   | Nhạc kịch hài         | Được thực hiện bởi những người vô trị đến từ Madrid                                                            |
| El barbero de Sevilla               | Benito Perojo              |                                                                                                   |                       | Được quay ở Berlin                                                                                             |
| 1939                                |                            |                                                                                                   |                       | |
| Suspiros de España                  | Benito Perojo              |                                                                                                   |                       | Được quay ở Berlin                                                                                             |
| Mariquilla Terremoto                | Benito Perojo              |                                                                                                   |                       | Được quay ở Berlin                                                                                             |
| La canción de Aixa                  | Florián Rey                | Imperio Argentina                                                                                 |                       | Được quay ở Berlin                                                                                             |
| Frente de Madrid                    | Edgar Neville              |                                                                                                   | Nội chiến Tây Ban Nha | Quay tại studio Cinecittà của Benito Mussolini ở Rome                                                          |
| Los hijos de la noche               | Benito Perojo              |                                                                                                   | Hài kịch              | Quay tại studio Cinecittà của Benito Mussolini ở Rome                                                          |
| L'espoir, Sierra de Teruel          | André Malraux              |                                                                                                   | Nội chiến Tây Ban Nha | Bị cấm ở Pháp cho đến năm 1945. Bị cấm ở Tây Ban Nha cho đến năm 1977. Dựa trên cuốn sách L'espoir của Malraux |